# Захаров Федір Захарович
Федір Захарович Захаров (5 вересня 1919 , Олександрівське, Смоленська губернія, Російська СФРР  — 29 вересня 1997 , Ялта, Автономна Республіка Крим ) — український художник, Заслужений діяч мистецтв УРСР (1970), народний художник УРСР (1978), лауреат Державної Премії УРСР імені Тараса Шевченка (1987), член Національної спілки художників України.

## Біографія
Народився 5 вересня 1919 року в селянській родині у с. Олександрівське, тепер Монастирщинського району Смоленської області, Росія.
1935 році він вступив до Московського художньо-промисловому училищі імені М. І. Калініна, яке закінчив навчання з відзнакою в 1941 року. Через проблеми зі здоров'ям був визнаний не придатним до військової служби. Протягом 1943—1950 років він продовжує навчання у Московському художньому інституті імені В. І. Сурикова у майстернях А. Лентулова, І. Чекмасова та Г. Ряжського. Під керівництвом останнього захистив дипломну роботу «Разін».
У 1950 році він переїхав до Сімферополя, де протягом 1950–1951 року викладав у Сімферопольському художньому училищі імені М. С. Самокиша. 1953 року він переїздить до м. Ялти, де проживав до смерті.
Федір Захаров помер після тривалої хвороби 29 вересня 1994 у Ялті, де i був похований.

## Творчий доробок
Картини Федора Захарова беруть участь у виставках з 1953 року.
Персональні виставки художника проходили у Ленінграді, Москві у 1959, у Києві 1960 та знову у Москві 1965 року, а також у Києві у 1987 роках.
У своїй творчості він робив головний ухил на зображення пейзажів та натюрмортів. Був представником радянського імпресіонізму. Над своїми роботами він працював у Криму та у с. Седневі, поблизу Чернігова, де зупинявся 1840 року Тарас Шевченко.
Кримські пейзажі — основний зміст творчості Захарова. Гори, біля підніжжя яких розкинулися сади й виноградники, архітектура старого Бахчисарая і нових міст, ялтинський порт із його напруженим трудовим життям і заповітні куточки, пов'язані із перебуванням тут Пушкіна, Міцкевича, Толстого, Лесі Українки, Чехова, Горького, і, звичайно ж море, — то ласкаве тихе, то грізне ревуче, як зазначає Ігор Шаров, все, чим славне південне узбережжя Криму, багаторазово в найрізноманітніших мотивах і варіантах писав Захаров, який зажив слави одного з найцікавіших співців кримської природи.
Деякі його роботи знаходяться у Державній Третьяковській галереї, Національному художньому музеї України у м. Києві, Сімферопольському художньому музеї, Алупкінському палаці-музеї, Феодосійській картинній галереї імені І. Айвазовського, Севастопольському художньому музеї, у Новокузнецькому музеї радянського образотворчого мистецтва та ін.

## Основні твори
- «Алушта» (1953)
- «Перед грозою» (1954)
- «Біля каміння» (1957)
- «Тихий полудень у Алупці» (1958)
- «Ялтинський порт» (1959)
- «Соняшний день у Гурзуфі» (1959)
- «Мигдаль зацвітає» (1961)
- «Седнівські далі» (1964)
- «Шторм у Лівадії» (1964)
- «Біля причалу» (1967)
- «Рання весна» (1968)
- «Сонячний день у Седневі» (1968)
- «Осінній сніг» (1970)
- «Море шумить» (1971)
- «Бузок» (1972)
- «Яблуні цвітуть» (1972)
- «Після шторму» (1973)
- «Гроза на Казантипі» (1975)
- «Осінній вечір» (1977)
- «Весна на Чернігівщині» (1978)
- «Останній сніг» (1979)
- «Перша весняна трава в Олександрівському» (1980)
- «На початку березня» (1981)
- «Море штормить» (1984).

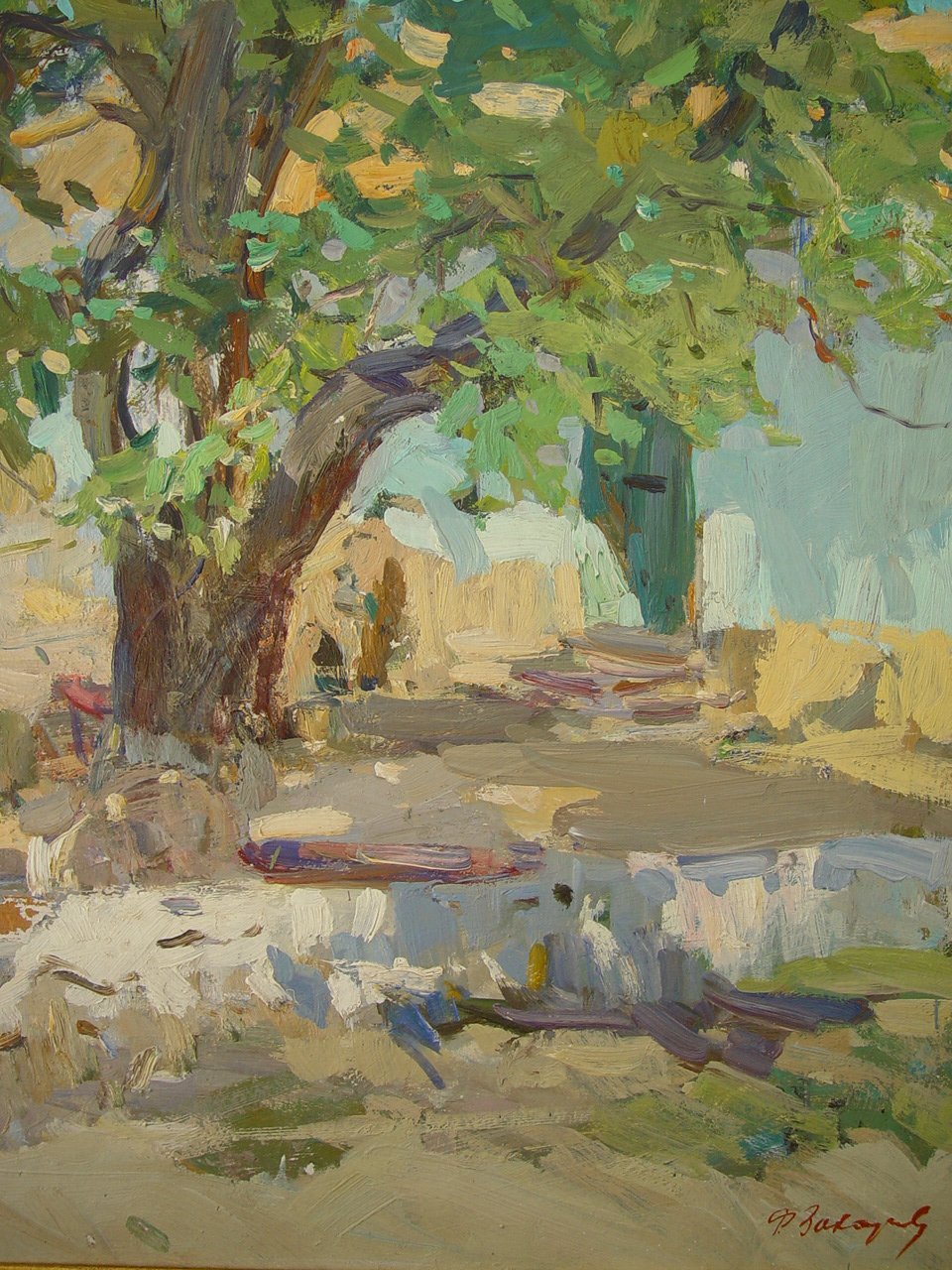
«Тихий полудень в Алупці», 1958, олія на картоні
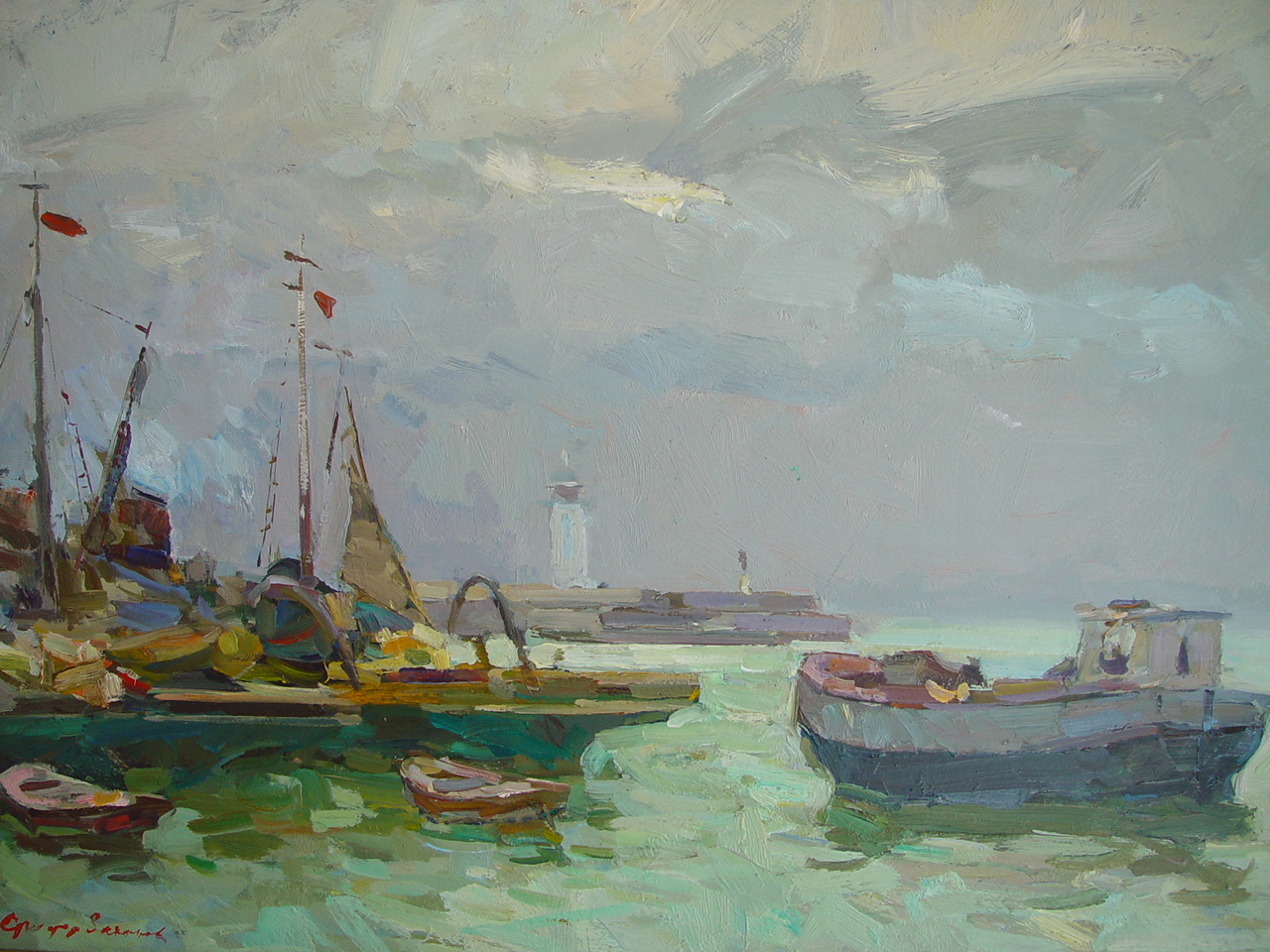
«Ялтинський порт», 1959, олія на картоні
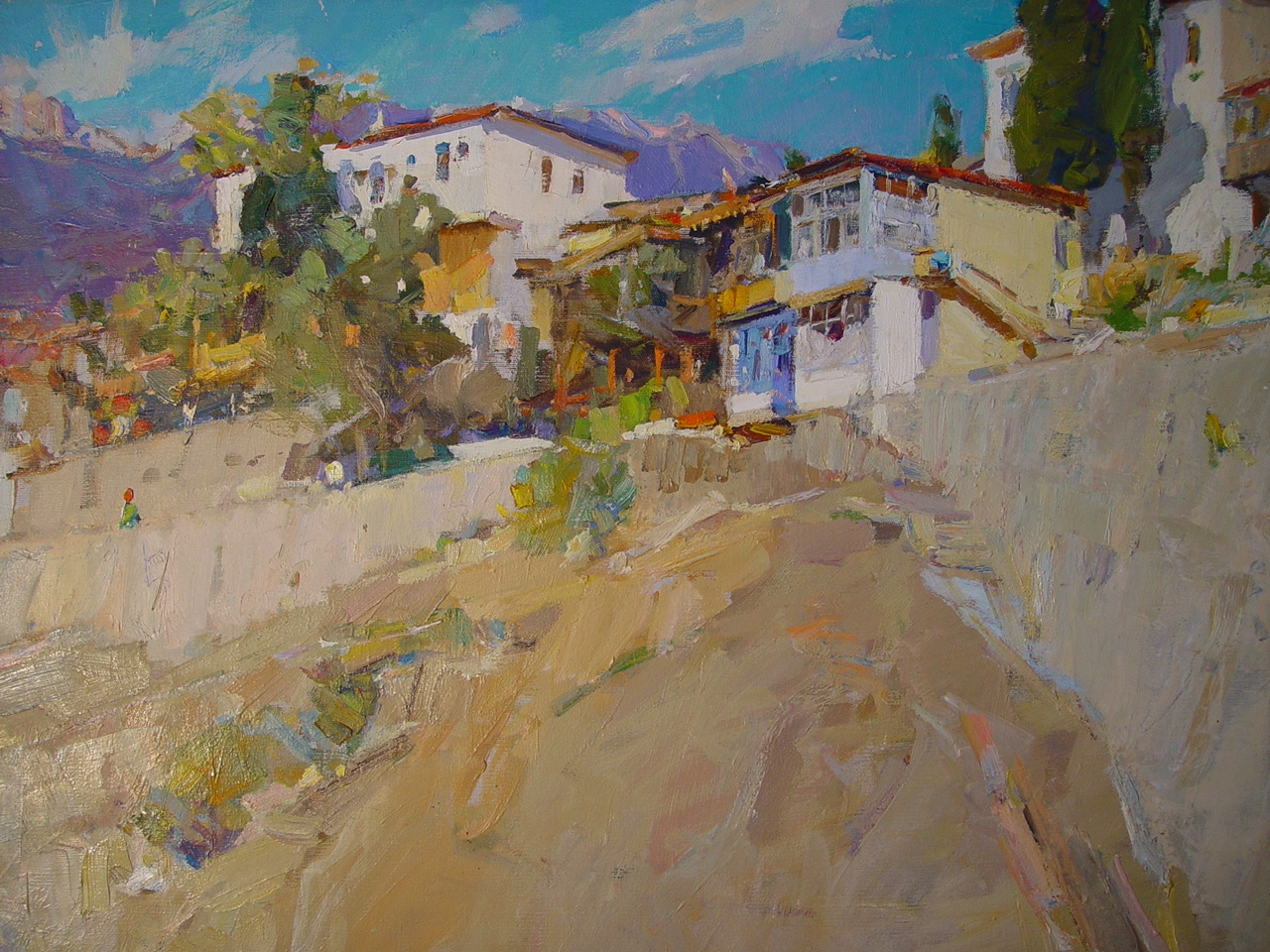
«Сонячний день у Гурзуфі», 1959, олія на полотні
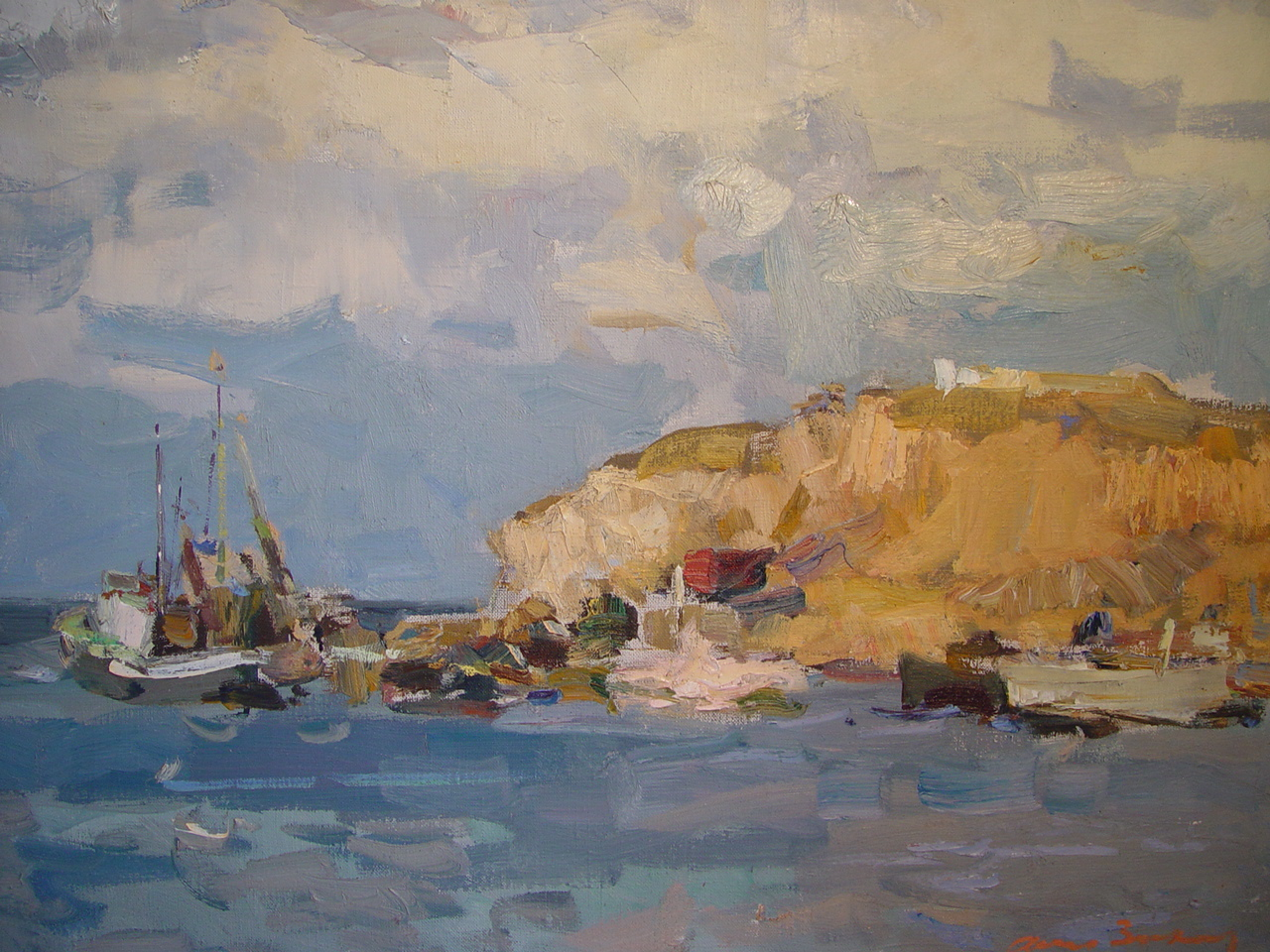
«Шторм у Лівадії», 1964, олія на полотні
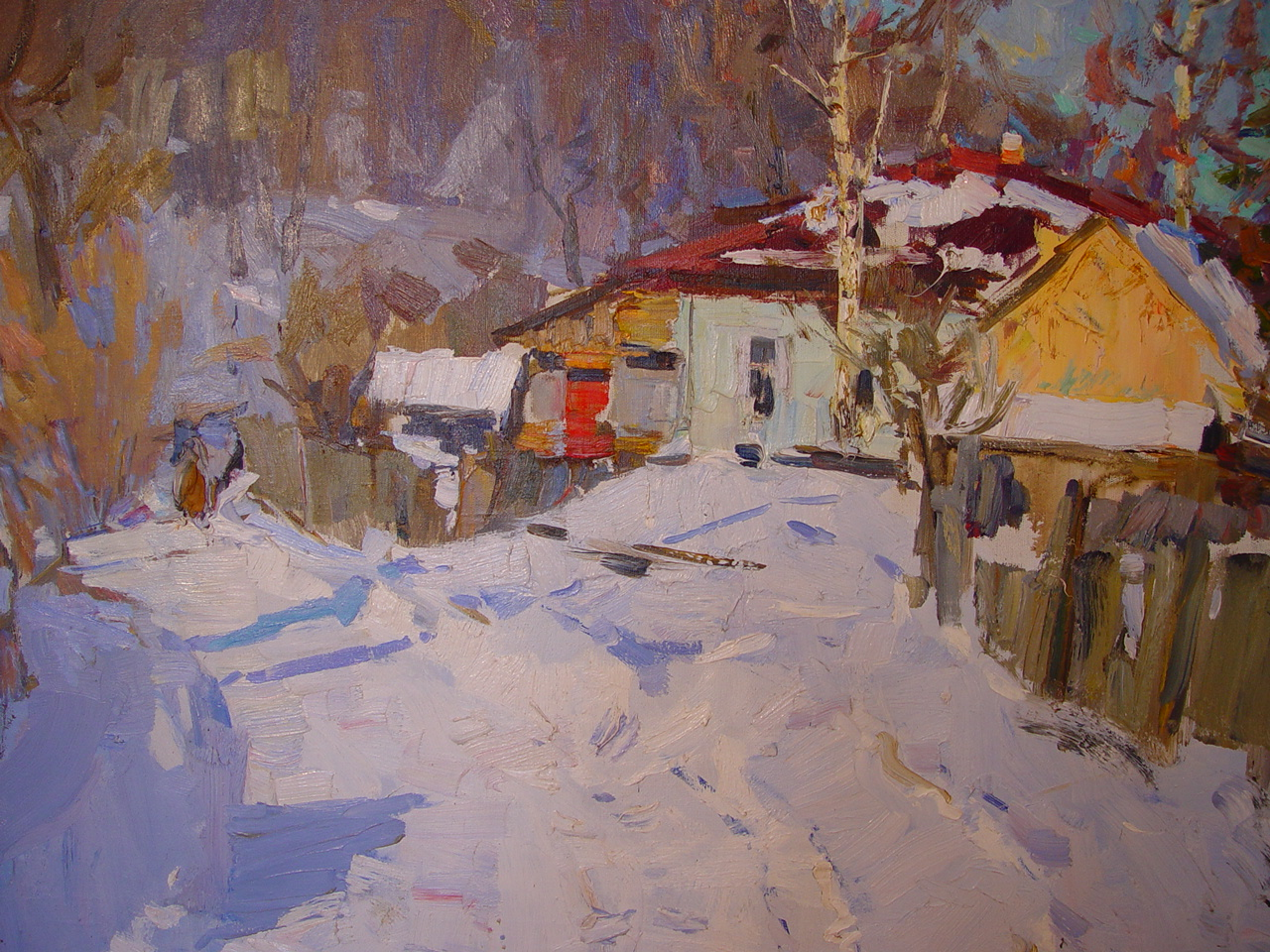
«Сонячний день у Седневі», 1968, олія на полотні
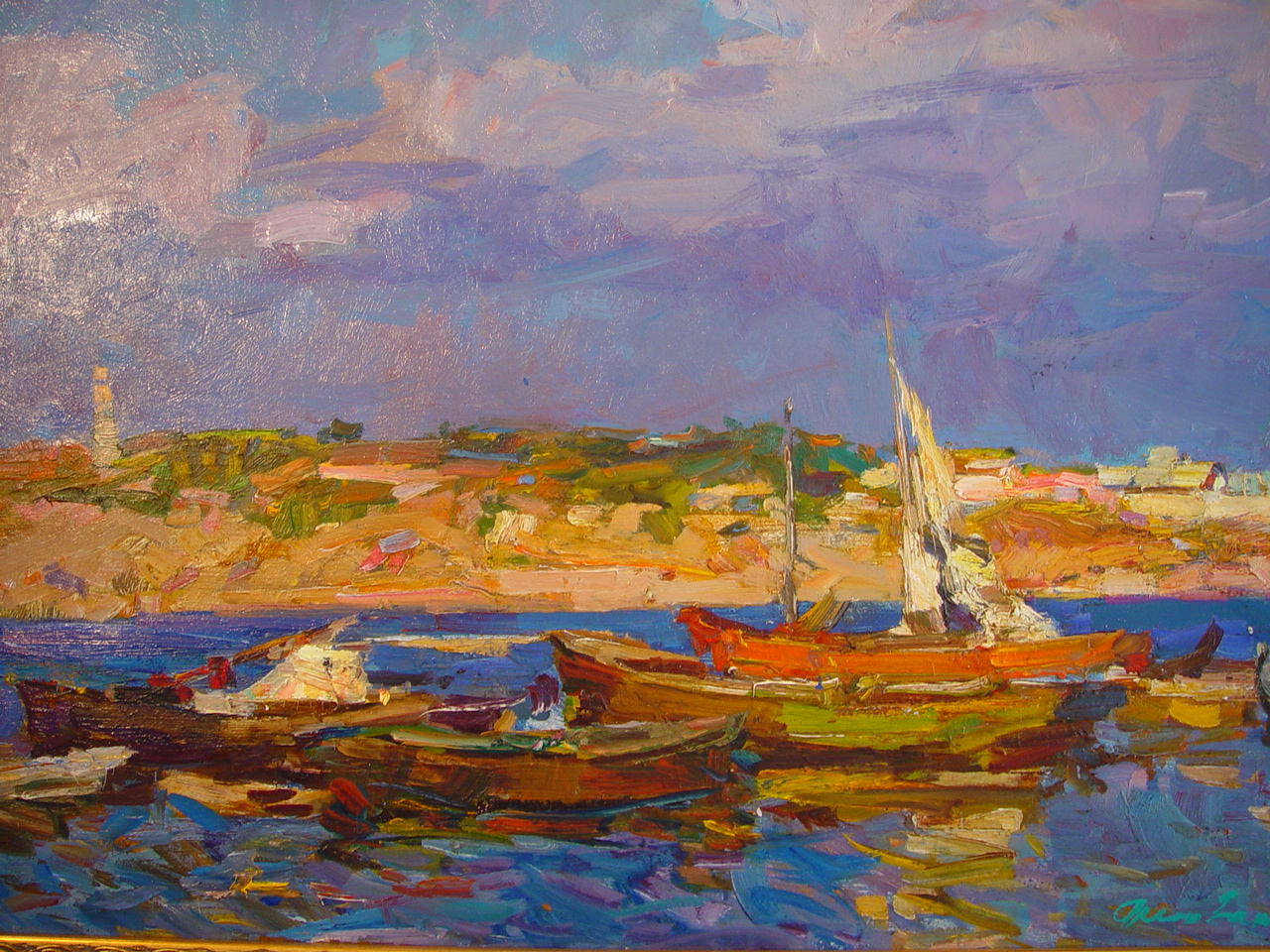
«Гроза на Казантипі», 1975, олія на картоні

## Нагороди
- Заслужений діяч мистецтв УРСР (1970)
- народний художник УРСР (1978)
- Лауреат Державної Премії УРСР імені Тараса Шевченка за серію пейзажів і натюрмортів «Рідна моя Україна» (1987)

## Пам'ять
Меморіальні виставки пам'яті Федора Захарова відбулись у 2003 році у Державній Третьяковській галереї у Москві, у Сімферополі у 2004 та Києві у 2005 роках.